# Mahavavy sud
Pour les articles homonymes, voir Mahavavy.
Le Mahavavy sud est un fleuve du versant ouest de Madagascar dans la région Boeny et Besiboka. Il se jette dans l'Océan Indien.

## Géographie
Ce fleuve traverse la réserve protégée du Complexe Mahavavy Kinkony et la Réserve spéciale de Kasijy.

## Affluents
Le Tandra est un affluent gauche : 16° 38′ 05″ S, 46° 03′ 22″ E